# Båtmössa m/1948

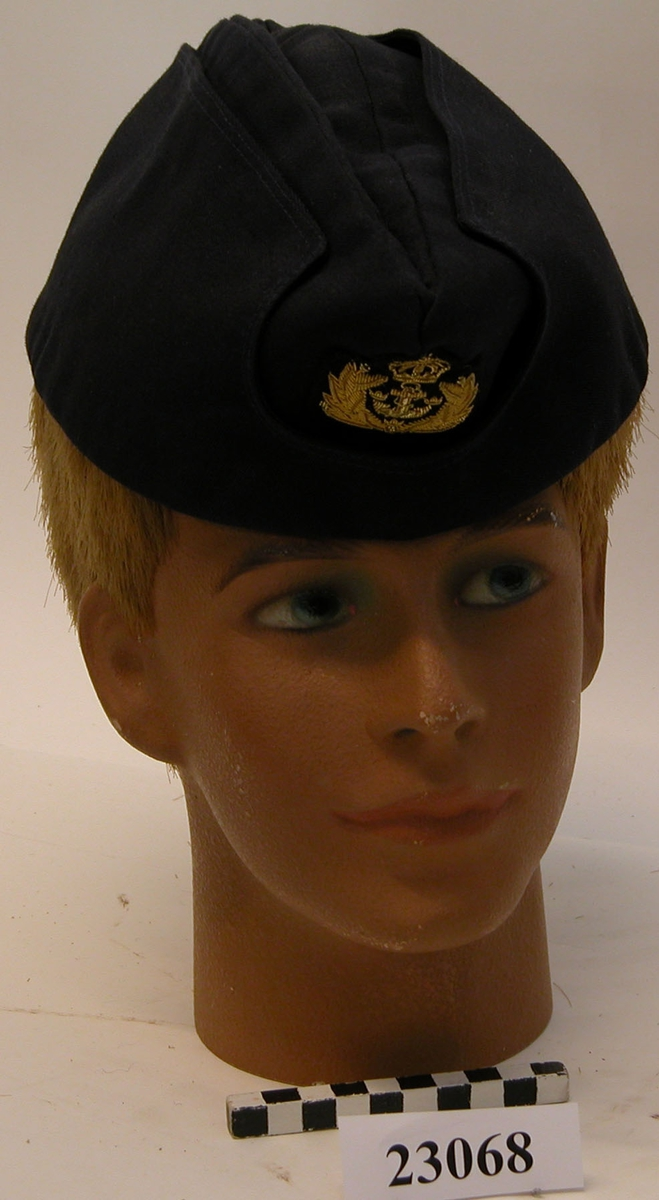
Båtmössa m/1948 för yrkesofficer vid Kungl. Flottan
(Ur marinmuseei samlingar).

Båtmössa m/1948 är en båtmössa som används inom Försvarsmakten, ursprungligen som en del av uniform m/1948.

## Utseende
Mössan är utförd i mörkblått tyg som en båtmössa av s.k. båtform. Längst fram anbringas för officerare, specialistofficerare och kadetter vid Kungl. Flottan mössmärke m/1878 (detsamma som för skärmmössa m/1948), övriga anbringar försvarsgrenstecken i metall alternativt övrigt försvarsgrens- eller enhetstecken. Officerare, specialistofficerare och kadetter vid Amfibiekåren bär mössmärke m/1987.

## Användning
Båtmössa m/1948 användes ursprungligen till uniform m/1948 till daglig dräkt 2 samt arbetsdräkt 1-3. Numera används den inom ramen för uniform m/1948 och m/1987 som huvudbonad till vardagsdräkt (f.d. daglig dräkt 2) och vidare till sjöstridsdräkt, sjöparaddräkt samt arbetsdräkt som en del av sjöstridsuniform m/1993 och arbetsuniform m/1987-1993 (se m/1993).